# Delìrium Còrdia
Delìrium Còrdia è il terzo album del supergruppo statunitense Fantômas pubblicato dalla Ipecac Recordings nel 2004.

## Descrizione
(Richard Selzer, retro del CD di Delìrium Còrdia.)
La particolarità del disco è l'essere costituito da una sola lunghissima traccia (di 74 minuti e 17 secondi). Si tratta di un concept album sul tema della chirurgia senza anestesia. 
La traccia unica dell'album è stata registrata in una sola sessione in studio, senza interruzioni o pause, e segue un tema musicale coerente che si sviluppa lungo tutto il brano sino al minuto 55:09, quando il brano si interrompe non vi è altro che il rumore di un vinile che gira in continuazione sino al minuto 74:14, quando si sente presumibilmente Mike Patton che dice "One, Two, Three, Four!", ed il brano si conclude con uno scratch.
Sul testo presente nel libretto tutte le lettere U appaiono come V.

## Tracce
1. Surgical Sound Specimens from the Museum of Skin (Delìrium Còrdia) – 74:17

## Formazione
- Mike Patton - voce, produzione, arrangiamenti, artwork
- Buzz Osborne - chitarra
- Trevor Dunn - basso
- Dave Lombardo - batteria